# دیمین تامس
دِیمیِن تامِس (انگلیسی: Damien Thomas؛ زادهٔ ۱۱ آوریل ۱۹۴۲) بازیگر اهل بریتانیا است.

## گزیدهٔ فیلم‌شناسی

### سینما
- دزدان دریایی (۱۹۸۶)
- محمد رسول‌الله (۱۹۷۶)

### تلویزیون
- خانه پوشالی (نقشهٔ باطل) (۱۹۹۰)
- ماجراهای شرلوک هلمز (۱۹۸۴)
- بو ژست (۱۹۸۲)